# Julius Eisenecker
Julius Eisenecker (* 21. März 1903 in Frankfurt am Main; † 12. Oktober 1981 ebenda) war ein deutscher Fechter, der deutscher Meister wurde und 1936 zwei olympische Bronzemedaillen gewann.

## Leben
Der mit nur knapp 1,60 Meter außergewöhnlich kleine Weltklassefechter war sowohl mit dem Florett als auch mit dem Säbel erfolgreich. Er focht beim Fecht-Club Hermannia Frankfurt, bei dem auch zahlreiche andere Spitzenfechter aktiv waren, zum Beispiel der Olympiazweite und 52-malige deutsche Meister Erwin Casmir. 1931 gewann Eisenecker seinen ersten Deutschen Meistertitel mit dem Florett, 1934, 1935, 1941, 1942 und 1951 folgten fünf weitere Titel; 1937 und 1939 war er deutscher Meister mit dem Säbel. 
1931 gewann das deutsche Herrenteam bei der inoffiziellen Fechtweltmeisterschaft in der Besetzung Erwin Casmir, Julius Eisenecker, August Heim und Heinrich Moos die Bronzemedaille im Säbelfechten. 1934 erhielten Erwin Casmir, Julius Eisenecker, August Heim und Stefan Rosenbauer Bronze mit dem Florett. 1935 wiederholten Julius Eisenecker, Hans Esser, August Heim, Heinrich Moos und Richard Wahl den Erfolg im Säbelfechten von 1931. Bei den Olympischen Spielen 1936 in Berlin gewann die deutsche Säbel-Equipe mit Erwin Casmir, Julius Eisenecker, Hans Esser, August Heim, Hans-Georg Jörger und Richard Wahl die Bronzemedaille. Ebenfalls Bronze gewann die deutsche Florett-Equipe mit Otto Adam, Erwin Casmir, Julius Eisenecker, August Heim, Siegfried Lerdon und Stefan Rosenbauer. 1937 fand die erste offizielle Fechtweltmeisterschaft statt; die deutsche Säbelequipe mit Erwin Casmir, Julius Eisenecker, Hans Esser, August Heim, Heinrich Moos und Richard Wahl erhielt abermals die Bronzemedaille.
Im Alter von 49 Jahren trat Eisenecker bei den Olympischen Spielen 1952 in Helsinki noch einmal mit dem Florett an, schied aber im Einzel in der ersten Runde und mit der Mannschaft in der zweiten Runde aus.
Für seine sportlichen Leistungen wurde er am 7. Dezember 1951 mit dem Silbernen Lorbeerblatt ausgezeichnet.